# Società Sportiva Lazio 1946-1947
Questa voce raccoglie le informazioni riguardanti la Società Sportiva Lazio nelle competizioni ufficiali della stagione 1946-1947.

## Stagione
La Lazio nel 1946-1647 partecipò al campionato di Serie A classificandosi al decimo posto con 36 punti, a pari merito con Genoa, Inter e Sampdoria.

## Organigramma societario
Area direttiva
- Presidente: Andrea Ercoli

Area tecnica
- Allenatore: Tony Cargnelli

## Rosa
| N. |                      | Ruolo | Calciatore          |
| -- | -------------------- | ----- | ------------------- |
|    | Italia (bandiera)    | P     | Paolo Colucci       |
|    | Italia (bandiera)    | P     | Corrado Giubilo     |
|    | Italia (bandiera)    | P     | Uber Gradella       |
|    | Italia (bandiera)    | D     | Francesco Antonazzi |
|    | Italia (bandiera)    | D     | Emilio Carton       |
|    | Italia (bandiera)    | D     | Luigi Cassano       |
|    | Italia (bandiera)    | D     | Alessandro Ferri    |
|    | Italia (bandiera)    | D     | Edoardo Valenti     |
|    | Italia (bandiera)    | C     | Romolo Alzani       |
|    | Italia (bandiera)    | C     | Cesare Brunetti     |
|    | Italia (bandiera)    | C     | Sergio Del Pinto    |
|    | Argentina (bandiera) | C     | Enrique Flamini     |

| N. |                       | Ruolo | Calciatore                    |
| -- | --------------------- | ----- | ----------------------------- |
|    | Argentina (bandiera)  | C     | Salvador Gualtieri (capitano) |
|    | Italia (bandiera)     | C     | Mario Magrini                 |
|    | Italia (bandiera)     | C     | Luciano Ramella               |
|    | Italia (bandiera)     | C     | Franco Rosi                   |
|    | Italia (bandiera)     | C     | Antonio Sessa                 |
|    | Italia (bandiera)     | A     | Costantino De Andreis         |
|    | Italia (bandiera)     | A     | Bruno Ispiro                  |
|    | Austria (bandiera)    | A     | Engelbert Koenig              |
|    | Italia (bandiera)     | A     | Umberto Lombardini            |
|    | Jugoslavia (bandiera) | A     | Petar Manola                  |
|    | Italia (bandiera)     | A     | Ennio Modesti                 |
|    | Italia (bandiera)     | A     | Aldo Puccinelli               |

## Calciomercato
| Acquisti | Acquisti         | Acquisti    | Acquisti      |
| R.       | Nome             | da          | Modalità      |
| -------- | ---------------- | ----------- | ------------- |
| D        | Luigi Cassano    | Alessandria | definitivo    |
| C        | Enrique Flamini  | Cruzeiro-RS | definitivo    |
| C        | Mario Magrini    | Pro Gorizia | definitivo    |
| C        | Luciano Ramella  | Como        | definitivo    |
| C        | Franco Rosi      | Avezzano    | fine prestito |
| C        | Antonio Sessa    | Pro Gorizia | definitivo    |
| A        | Cesare Ferronato | Bassano     | definitivo    |
| A        | Bruno Ispiro     | Genoa       | definitivo    |

| Cessioni | Cessioni           | Cessioni        | Cessioni   |
| R.       | Nome               | a               | Modalità   |
| -------- | ------------------ | --------------- | ---------- |
| D        | Aldo De Pierro     | Sora            | definitivo |
| C        | Alessandro Capponi | Albatrastevere  | definitivo |
| C        | Guido Manfré       | Siracusa        | definitivo |
| A        | Petar Manola       | Olympique Lione | definitivo |
| A        | Ferrero Tossio     | Ternana         | definitivo |

## Risultati

### Serie A

#### Girone di andata
| Arbitro: | Silvano (Torino) |

|              |           |                                |
| Tavellin 78’ | Marcatori | 50’ Puccinelli 56’, 64’ Ispiro |

| Arbitro: | Galeati (Bologna) |

|                |           |                         |
| Puccinelli 43’ | Marcatori | 12’ Gabetto 34’ Mazzola |

| Arbitro: | Bellè (Venezia) |

|                                   |           |  |
| Renica 9’ Di Paola 44’ Amadei 87’ | Marcatori |  |

| Arbitro: | Scotti (Taranto) |

|            |           |                      |
| Ispiro 81’ | Marcatori | 36’ Zecca 60’ Romani |

| Arbitro: | Bonivento (Venezia) |

|                                                                              |           |                                   |
| Messora 18’ (aut.) De Andreis 37’, 38’, 53’ Puccinelli 59’ Koenig 63’ (rig.) | Marcatori | 25’ Bertoni 52’ (rig.), 84’ Penzo |

| Arbitro: | Cambi (Livorno) |

|                                 |           |  |
| Cerioni 20’, 57’ Campatelli 83’ | Marcatori |  |

| Arbitro: | Bertolio (Torino) |

|              |           |                |
| Zidarich 40’ | Marcatori | 70’ Puccinelli |

| Arbitro: | Camiolo (Milano) |

|                                           |           |  |
| Koeing 23’ Puccinelli 50’, 74’ Ispiro 80’ | Marcatori |  |

| Arbitro: | Pizzato (Mestre) |

|                                           |           |                |
| Bonaretti 8’ (rig.) Galassi 33’ Taiti 36’ | Marcatori | 42’ De Andreis |

| Arbitro: | Zelocchi (Modena) |

|                           |           |                  |
| De Andreis 57’ Koenig 68’ | Marcatori | 27’ I. Romagnoli |

| Arbitro: | Pizzato (Mestre) |

|                                  |           |  |
| Verdeal 53’, 79’ Dalla Torre 57’ | Marcatori |  |

| Arbitro: | Silvano (Torino) |

|                                           |           |             |
| Gregorin 6’, 9’ Chiodi 36’ Bortoletto 81’ | Marcatori | 80’ Magrini |

| Arbitro: | Bellè (Venezia) |

|           |           |               |
| Koenig 4’ | Marcatori | 37’ Annovazzi |

| Arbitro: | Pizziolo (Firenze) |

|            |           |                               |
| Caleri 65’ | Marcatori | 44’ De Andreis 79’ Puccinelli |

| Roma 5 gennaio 1947 15ª giornata | Lazio             | 0 – 0 referto | Atalanta | Stadio Nazionale\| Arbitro: \| Boffardi (Genova) \| |
| Arbitro:                         | Boffardi (Genova) |               |          |                                                     |

| Arbitro: | Bernardi (Bologna) |

|                                      |           |            |
| Ispiro 11’ Koenig 68’ Puccinelli 76’ | Marcatori | 27’ Ottino |

| Arbitro: | Camiolo (Milano) |

|                                       |           |                           |
| Cassano 29’ (aut.) Englaro 34’ (rig.) | Marcatori | 9’ Puccinelli 80’ Magrini |

| Arbitro: | Galeati (Bologna) |

|                      |           |               |
| Koenig 49’, 67’, 87’ | Marcatori | 61’ Stradella |

| Arbitro: | Camiolo (Milano) |

|            |           |                          |
| Koenig 77’ | Marcatori | 18’ Astorri 68’ Candiani |

#### Girone di ritorno
| Arbitro: | Tassini (Verona) |

|  |           |            |
|  | Marcatori | 12’ Cavone |

| Arbitro: | Codeluppi (Lodi) |

|                                                |           |            |
| Mazzola 31’, 68’, 80’ Gabetto 62’ Menti II 73’ | Marcatori | 79’ Koenig |

| Roma 2 marzo 1947 22ª giornata | Lazio             | 0 – 0 referto | Roma | Stadio Nazionale\| Arbitro: \| Bertolio (Torino) \| |
| Arbitro:                       | Bertolio (Torino) |               |      |                                                     |

| Arbitro: | Canavesio (Torino) |

|                       |           |              |
| Cassani 7’ Romani 73’ | Marcatori | 44’ Brunetti |

| Arbitro: | Scotto (Savona) |

|                      |           |  |
| De Filippis 20’, 33’ | Marcatori |  |

| Arbitro: | Gamba (Napoli) |

|  |           |          |
|  | Marcatori | 24’ Neri |

| Arbitro: | Scotto (Savona) |

|                                       |           |  |
| Ispiro 31’ Flamini 63’ Lombardini 84’ | Marcatori |  |

| Arbitro: | Pieri (Trieste) |

|             |           |                |
| Baldini 65’ | Marcatori | 42’ Lombardini |

| Arbitro: | Savio (Torino) |

|                                         |           |               |
| Gualtieri 31’ Puccinelli 53’ Koenig 72’ | Marcatori | 89’ Arcari IV |

| Napoli 20 aprile 1947 29ª giornata | Napoli             | 0 – 0 referto | Lazio | Stadio della Liberazione\| Arbitro: \| Canavesio (Torino) \| |
| Arbitro:                           | Canavesio (Torino) |               |       |                                                              |

| Arbitro: | Silvano (Torino) |

|                   |           |             |
| Koenig 18’ (rig.) | Marcatori | 5’ Servetto |

| Arbitro: | Gamba (Napoli) |

|                                |           |  |
| Flamini 2’, 78’ Lombardini 64’ | Marcatori |  |

| Milano 25 maggio 1947 32ª giornata | Milan                | 0 – 0 referto | Lazio | Stadio San Siro\| Arbitro: \| Stampacchia (Napoli) \| |
| Arbitro:                           | Stampacchia (Napoli) |               |       |                                                       |

| Arbitro: | Codeluppi (Lodi) |

|                       |           |               |
| Lombardini 63’ (rig.) | Marcatori | 29’ Quaresima |

| Arbitro: | Zambotto (Padova) |

|           |           |                |
| Salvi 33’ | Marcatori | 14’ De Andreis |

| Arbitro: | Galeati (Bologna) |

|               |           |                               |
| Bellesini 51’ | Marcatori | 29’ De Andreis 31’ Puccinelli |

| Arbitro: | Massai (Pisa) |

|                                    |           |  |
| Lombardini 37’, 46’ Puccinelli 82’ | Marcatori |  |

| Arbitro: | Bernardi (Bologna) |

|                       |           |                |
| Arezzi 48’ Armano 56’ | Marcatori | 76’ Lombardini |

| Arbitro: | Bonivento (Venezia) |

|                              |           |                                   |
| Magni 10’ Boniperti 27’, 34’ | Marcatori | 13’ Flamini 47’ Koenig 55’ Alzani |

## Statistiche

### Statistiche di squadra
| Competizione | Punti | In casa | In casa | In casa | In casa | In casa | In casa | In trasferta | In trasferta | In trasferta | In trasferta | In trasferta | In trasferta | Totale | Totale | Totale | Totale | Totale | Totale | DR |
| Competizione | Punti | G       | V       | N       | P       | Gf      | Gs      | G            | V            | N            | P            | Gf           | Gs           | G      | V      | N      | P      | Gf     | Gs     | DR |
| ------------ | ----- | ------- | ------- | ------- | ------- | ------- | ------- | ------------ | ------------ | ------------ | ------------ | ------------ | ------------ | ------ | ------ | ------ | ------ | ------ | ------ | -- |
| Serie A      | 36    | 19      | 9       | 5       | 5       | 36      | 18      | 19           | 3            | 7            | 9            | 20           | 38           | 38     | 12     | 12     | 14     | 56     | 56     | 0  |

### Statistiche dei giocatori
Nel conteggio delle reti realizzate si aggiungano due autoreti a favore.
| Giocatore      | Serie A  | Serie A |
| Giocatore      | Presenze | Reti    |
| -------------- | -------- | ------- |
| R. Alzani      | 27       | 1       |
| F. Antonazzi   | 27       | 0       |
| Bertazzi       | -        | -       |
| C. Brunetti    | 22       | 1       |
| S. Campodonico | -        | -       |
| E. Carton      | 5        | 0       |
| L. Cassano     | 33       | 0       |
| P. Colucci     | 1        | 0       |
| C. De Andreis  | 22       | 8       |
| S. Del Pinto   | 1        | 0       |
| D. Fabbri      | -        | -       |
| A. Ferri       | 19       | 0       |
| C. Ferronato   | -        | -       |
| E. Flamini     | 24       | 4       |
| C. Giubilo     | 25       | -34     |
| U. Gradella    | 12       | -22     |
| S. Gualtieri   | 36       | 1       |
| B. Ispiro      | 28       | 5       |
| E. Koenig      | 22       | 12      |
| U. Lombardini  | 17       | 7       |
| M. Magrini     | 31       | 2       |
| P. Manola      | 4        | 0       |
| E. Modesti     | -        | -       |
| B. Pagliara    | -        | -       |
| A. Puccinelli  | 38       | 13      |
| L. Ramella     | -        | -       |
| F. Rosi        | 1        | 0       |
| A. Sessa       | 17       | 0       |
| E. Valenti     | 6        | 0       |